# Дітерсбург
Дітерсбург (нім. Dietersburg) — громада в Німеччині, розташована в землі Баварія. Підпорядковується адміністративному округу Нижня Баварія. Входить до складу району Ротталь-Інн.
Площа — 55,06 км2. Населення становить 3147 ос. (станом на 31 грудня 2020).